# Кадушкевич Юлія Романівна
Юлія Романівна Кадушкевич (нар.. 15 лютого 1985 року) — білоруська акторка театру і кіно.

## Життєпис
Юлія Кадушкевич народилася 15 лютого 1985 року у Вітебську.
У 2004 році ще студенткою знялася в першому фільмі Євгена Ситько «Піти і не повернутися». Потім була головна роль у легкій ексцентричній комедії Олександра Канановича «Колір кохання», роль Галі Соловйової в серіалі Олексія Мурадова «Людина війни», роль Катерини Семенівни у фільмі Сергія Сичова «Я пам'ятаю», яка принесла нагороди кінофестивалів.
У 2006 році закінчила Білоруську академію мистецтв, курс Фоми Сильвестровича Воронецького.
З 2006 року і понині Юлія Кадушкевич працює акторкою Національного академічного драматичного театру імені М. Горького в Мінську.

## Особисте життя
З 2008 року одружена з Романом Володимировичем Подоляко, актором Національного академічного театру імені Янки Купали (Мінськ).

## Визнання і нагороди
- 2006 — приз «Золотий Витязь» «За найкращу головну жіночу роль», фільм С. Сичова «Я пам'ятаю» на XV Міжнародному Кінофорумі «Золотий Витязь» (м. Серпухов, Росія)
- 2006 — диплом «Надія Бригантини» за виконання головної жіночої ролі у фільмі С. Сичова «Я пам'ятаю» на IX Міжнародному кінофестивалі «Бригантина» (м. Бердянськ)
- 2007 — приз «Кришталевий Лелека» «За найкращу жіночу роль» на VI Республіканському фестивалі білоруських фільмів (Брест, Білорусь)
- 2011 — Подяка Міністра культури Республіки Білорусь[3].

## Творчість

### Ролі в театрі
Дипломні роботи:
- «Аріадна на Наксосе», режисер В. Боровик, роль — Аріадна.
- «Сільвія» (дипломний спектакль БДАІ 2006 р.) А. Р. Герніі, режисерка Валентина Єренькова, роль — Сільвія[3][4].
- «Ревізор» Миколи Гоголя, режисер Ф.Воронецький, роль — Марія Антонівна.
- «Дах» (пластичний спектакль), Постановка Ольги Скворцової, роль — Надія[3].

Ролі, зіграні на сцені національного академічного драматичного театру М.Горького:
- «Опера жебраків» Бертольта Брехта, режисер Б. Луценко
- «Тригрошова опера» Б.Брехта, К. Вайля, режисер Борис Луценко, ролі — Жебрачка, двійниця Поллі.
- «Амфітріон» за мотивами давньогрецьких міфів і творів Плавта, Ж.-Б.Мольєра, Р.Клейста, Ж.Жіроду, П.Хакс) режисер Борис Луценко, роль — дружина воїна.
- «Прибуткове місце» (комедія в 2-х діях) Олександра Островського, режисер Аркадій Кац, роль — Полінька[3].
- «Легенда про бідного диявола» (у 2-х діях) Володимира Короткевича, режисер Борис Луценко, роль — Міхаліна[3].
- «Уявний хворий» (комедія в 2-х діях) Жана-Батіста Мольєра (переклад Т. Щепкіної-Куперник), режисер Аркадій Кац, роль — Анжеліка[3].
- «Васса» (сцени сімейного життя в 2-х діях) Максима Горького, режисер Модест Абрамов, роль — Онисія[3].
- «Я твоя наречена» (балада про закоханих у 2-х діях) Віктора Астаф'єва, режисер Валентина Єренькова, роль — Друга санітарка[3].
- «Мачуха» (інша назва «Покинута жінка»), мелодраматична історія в 2-х діях О.Бальзака (переклад Е.Минчуковой) режисер Борис Луценко, роль — Поліна, дочка графа[3].

Участь у поточному репертуарі національного академічного драматичного театру імені М. Горького:
- «Чарівні кільця Альманзора» (казкові пригоди на 2-х діях для дітей) Тамари Габбе, режисер Сергій Ковальчик, роль — Принцеса Апрелія[3].
- «Сунична галявина» (у 2-х діях) Інгмара Бергмана (переклад Є. Суріц), режисер Валентина Єренькова, роль — Шарлотта[3].
- «Загадковий візит» (у 2-х частинах) Фрідріха Дюрренматта (переклад Ст. Орлова), режисер Борис Луценко, роль — Оттілія, дочка Ілла[3].
- «Есфірь» (сімейна мелодрама у 2-х діях) Людмили Улицької, режисер Валентина Єренькова, роль — Сонечка[3].
- «Записки втомленого романтика» (дорожня новела в 2-х діях) Михайла Задорнова, режисер Ігор Куликов, роль — Олена[3].
- «Розпусник» (комедія в 2-х діях) Еріка-Еммануеля Шмітта (переклад А.Браїловського), режисер Борис Луценко, роль — Анжеліка, дочка[3].
- «Приборкання норовливої» (драматичний твір у жанрі мюзиклу в 2-х діях) Вільяма Шекспіра (переклад П.Гнєдича), режисерка Єренькова Валентина, роль — Бьянка[3].
- «Женихи» (Абсолютно неймовірна подія у 2-х діях) Миколи Гоголя, режисер Єренькова Валентина, роль — Дуняшка[3].
- «Лихо з розуму» (комедія в 2-х діях) Олександра Грибоєдова, режисер Сергій Ковальчик, роль — 5-я княжна[3].
- «Дядечків сон» (комедія в 2-х діях) Федора Достоєвського, режисер Модест Абрамов, ролі Зіна і Сонечка[3].
- «Оракул..?» (музична сімейна трагікомедія на 2 дії за п'єсою «Затюканий апостол»)" Андрія Макаєнка, режисер Борис Луценко, роль — дочка[3].
- «Витівки Хануми» (музична комедія на 2 дії)" Авксентія Цагарелі, режисер Сергій Ковальчик, ролі — Сона і Наречена[3].
- «Пісняри» (Володимиру Мулявіну присвячується)" Василь Дранько-Майсюк, режисер Валентина Єренькова, роль — Зося Пєндерецка-Алеаторська, подруга Мальгети[3].
- «Коло любові» (лірична комедія), Сомерсет Моем, режисер Модест Абрамов, роль — Елізабет[3].

Участь у незалежному приватному театрі «Ч»:
- «Діди» («Дзяди»), поеми Адама Міцкевича, режисер Рамуне Кудзманайте, ролі — Маріля, Ангел[5].

### Фільмографія
1. 2004 — Піти й не повернутися — Зося — головна роль
2. 2004 — Маленькі втікачі — сестра (епізод)
3. 2005 — Колір любові — Олександра Степанівна (наречена) — головна роль
4. 2005 — Людина війни (серіал) — Галя Соловйова (в 1,2,4,5,7,9-11 серіях)
5. 2005 — Я пам'ятаю — Катерина Семенівна — головна роль
6. 2005 — Ніжна зима — юна зірка (епізоди 1-3 серії)
7. 2007 — Третє небо — Надія (два епізоди)
8. 2007 — Пантера — Олена (наречена-втікачка) (два епізоди в 6-й серії)
9. 2007 — Королі ігри (серіал) — Світлана (епізод 6-ї серії)
10. 2008 — Важкий пісок (серіал) — Оксана Сташенок (в 8,11,13,15 і 16 серії)
11. 2008 — Тунгуський метеорит — Поліна
12. 2008 — «Каменська» — 5 — Олена Гордєєва, дочка полковника Гордєєва
13. 2008 — «Виклик» — 3 — Настя Крилова (епізоди в 3-й і 4-й серіях)
14. 2008 — Поки ми живі — Ольга Богуш — головна роль
15. 2009 — Суд — продавчиня в продуктовому павільйоні (епізод)
16. 2010 — Капітан Гордєєв — Катя, знайома Гордєєва (три епізоди)
17. 2010 — Псевдонім «Албанець» — 3 (серіал) — Ганна Албанцева (в 1,4,5,8-12,16 серіях)
18. 2010 — Найщасливіша (міні-серіал) — Марина — головна роль
19. 2011 — В очікуванні любові (міні-серіал) — Настя Корнєєва — головна роль
20. 2011 — Голубка (серіал) — Лера Подільська — головна роль
21. 2011 — Вийти заміж за генерала (міні-серіал) — Надія Івлєва — головна роль
22. 2011 — Один-єдиний і назавжди (міні-серіал) — Наталія Первухина — головна роль
23. 2011 — Поцілунок Сократа — Аріна Суханова
24. 2012 — Зворотна сторона Місяця — продавчиня в магазині телевізорів (два епізоди у 2 і 6 серії)
25. 2012 — Смугасте щастя (серіал) — Надя Одинцова — головна роль
26. 2012 — Знахарка — Леся — головна роль
27. 2013 — А сніг кружляє — Олена Некрасова — головна роль
28. 2013 — Хочу заміж — Варя — головна роль
29. 2014 — Клянемося захищати — Люба Царьова
30. 2014 — Розірвані нитки — Шура
31. 2014 — Ой, Ма-моч-ки!.. (Ой, Мамочки!..) — Ліза Лазарєва (в 6-й серії)
32. 2015 — Снайпер: Останній постріл — Ліза
33. 2015 — Провінціалка — Василіса